# Bistrica (Livanjsko polje)
Bistrica je rijeka u jugozapadnom dijelu Bosne i Hercegovine, koja protječe kroz istočni dio Livanjskog polja. 
Duga je oko tri kilometra. Njezin prvi kilometar protječe kroz Livno, nastavljajući put kroz Livanjsko polje. Pripada Jadranskom slijevu rijeka. Tijekom ljetnih mjeseci korito je uglavnom suho, za vrijeme jeseni nabuja od obilnih kiša. Izvire iz brda Bašajkovac, na izvoru Duman.

## Vanjske poveznice
|  | Zajednički poslužitelj ima još gradiva o temi Bistrica (Livanjsko polje) |